# Orojtes
Orojtes – perski namiestnik Sardes (VI w. p.n.e.). Wspomniany w trzeciej księdze Dziejów Herodota.
Pała obsesją uśmiercenia Polikratesa, władcy Samos, choć – jak podaje Herodot – "od Polikratesa z Samos ani nie doznał krzywdy, ani nie usłyszał obraźliwego słowa, ani go nawet przedtem nie widział" Dzieje podają dwie możliwe przyczyny tej nienawiści. Były nią bądź zarzuty, że nie uczynił nic, by do Imperium Perskiego przyłączyć Samos, bądź też zniewaga, jakiej herold Orojtesa doznać miał od Polikratesa.
Orojtes zwabia więc tyrana Samos do Magnezji, udając zdrajcę Persji, oferując mu skarby i pomoc w walce z Kambyzesem. Ten zaś najpierw wysyła na zwiad swego sekretarza Majandriosa, następnie zaś – skuszony opowieścią o bogactwie – sam przybywa na dwór Orojtesa, gdzie zostaje ukrzyżowany.
Następnie podczas niepokojów politycznych związanych z upadkiem spisku magów i Sprzysiężeniem Siedmiu Orojtes uśmierca wysłannika Perskiego Mitrobatesa, czym wzbudza gniew Dariusza, który doszedłszy do władzy postanawia zgładzić niepokornego namiestnika Sardes. Wybiera w tym celu grupę najbardziej oddanych wojowników, spośród których los pada na Bagajosa. Ten wyprawia się do Sardes, gdzie podstępem zbadawszy lojalność strażników Orojtesa, nakłania ich, by zamordowali namiestnika.